# Chirine Lamti
Chirine Lamti (født. 13. september 1994) er en dansk/tunesisk fodboldspiller, der spiller midtbane for Brøndby IF i Gjensidige Kvindeligaen og Tunesiens kvindefodboldlandshold.

## Karriere

### Klubhold
Lamti har tidligere spillet for Brøndby IF indtil 2017, hvor hun desuden også havde optrådt for klubbens U18 hold, i hendes ungdomsår. Derefter skiftede hun til Greve Fodbold i 1. division, i marts 2017, efter at have holdt et halvt års pause fra topfodbold. Efter et halvt år i Greve, skiftede hun til Ballerup-Skovlunde Fodbold, hvor hun spillede i tre sæsoner, frem til udgangen af 2019.
I januar 2020, skiftede hun så tilbage til ungdomsklubben i Brøndby IF, hvor hun siden har spillet. Hun var bl.a. med til at vinde sølv i Gjensidige Kvindeligaen 2020. Hun forlængede i juli 2020, sin kontrakt med klubben, gældende frem til sommeren 2022.

### Landshold
Hun har optrådt for U/16-landsholdet to gange og U/23-landsholdet en enkelt gang i august 2015.